# Хејфорк (Калифорнија)
Хејфорк (енгл. Hayfork) насељено је место без административног статуса у америчкој савезној држави Калифорнија.

## Демографија
По попису из 2010. године број становника је 2.368, што је 53 (2,3%) становника више него 2000. године.
| Група             | 2000.         | 2010.         |
| Белци             | 1.884 (81,4%) | 1.880 (79,4%) |
| Афроамериканци    | 3 (0,1%)      | 4 (0,2%)      |
| Азијати           | 4 (0,2%)      | 8 (0,3%)      |
| Хиспаноамериканци | 114 (4,9%)    | 189 (8,0%)    |
| Укупно            | 2.315         | 2.368         |